# Октябрьский (Яшалтинский район)
Октя́брьский — посёлок (сельского типа) в Яшалтинском районе Калмыкии, административный центр Октябрьского сельского муниципального образования.
Население — 750 человек (2010)

## История
Основан как хутор Сиденко (Калмыцкое название - Тавн-Толган). В 1932 году на его основе был организован совхоз № 106. 
В Великую Отечественную войну на фронт ушло 86 жителей посёлка, из них тридцать три человека пало на полях сражений. Летом 1942 года посёлок был кратковременно оккупирован (освобождено в январе 1943 года). 28 декабря 1943 года калмыцкое население было депортировано. Посёлок, как и другие населённые пункты Яшалтинского улуса Калмыцкой АССР, был передан в состав Ростовской области, в августе 1949 года посёлок Тавн-Толган Тавн-Толганского поссовета был переименован в посёлок Октябрьский.
Калмыцкое население стало возвращаться после отмены ограничений по передвижению в 1956 году. Возвращён Калмыкии в январе 1957 года.
В 1962 году в посёлке была построена двухэтажная школа на 240 учеников. В 1967 году совхоз № 106 был переименован в «Октябрьский».

## Физико-географическая характеристика
Посёлок расположен на востоке Яшалтинского района, на границе Ставропольской возвышенности и Кумо-Манычской впадины, на высоте 16 м над уровнем моря, на правом берегу реки Гашун, впадающей в озеро Царык. Рельеф местности равнинный. Общий уклон местности с юга на север. 
По автомобильной дороге расстояние до столицы Калмыкии города Элиста составляет около 170 км, до районного центра села Яшалта - 51 км. К посёлку имеется асфальтированный подъезд от региональной автодороги Яшалта - Дивное.
Согласно классификации климатов Кёппена-Гейгера Октябрьский находится в зоне континентального климата с относительно холодной зимой и жарким летом (индекс Dfa). Среднегодовая температура положительная и составляет +10,1 С, средняя температура самого холодного месяца января составляет -3,7 С, самого жаркого месяца июля +24,3 С. Среднегодовая норма осадков - 404 мм, наибольшее количество осадков выпадает в июне - 51 мм, наименьшее в феврале и марте - по 24 мм. 
В окрестностях посёлка распространены каштановые солонцеватые и солончаковые почвы
Часовой пояс
Октябрьский, как и вся Республика Калмыкия, находится в часовой зоне МСК (московское время). Смещение применяемого времени относительно UTC составляет +3:00. Время в Октябрьском соответствует астрономическому времени: истинный полдень - 12:04:05 по местному времени

## Население
| 2002 | 2010 |
| ---- | ---- |
| 738  | ↗750 |

Национальный состав
Согласно результатам переписи 2002 года большинство населения посёлка составляли русские (56 %)

## Социальная инфраструктура
В Октябрьском расположены дом культуры, библиотека, несколько магазинов. Среднее образование жители посёлка получают в Октябрьской средней общеобразовательной школе. Mедицинское обслуживание жителей села обеспечивают офис врача общей практики и Яшалтинская центральная районная больница. Ближайшее отделение скорой медицинской помощи расположено в селе Яшалта.

## Экономика
Селообразующее предприятие - СПК «Октябрьский». Общая площадь сельскохозяйственных угодий — 24913 гектаров. Из них на пашню приходится 6849 га, на сенокосы — 3343 га. Остальная площадь используется как пастбища. СПК является одним из ведущих сельхозпредприятий района.